# Polygonatum involucratum
Polygonatum involucratum là một loài thực vật có hoa trong họ Măng tây. Loài này được (Franch. & Sav.) Maxim. miêu tả khoa học đầu tiên năm 1883.

## Hình ảnh

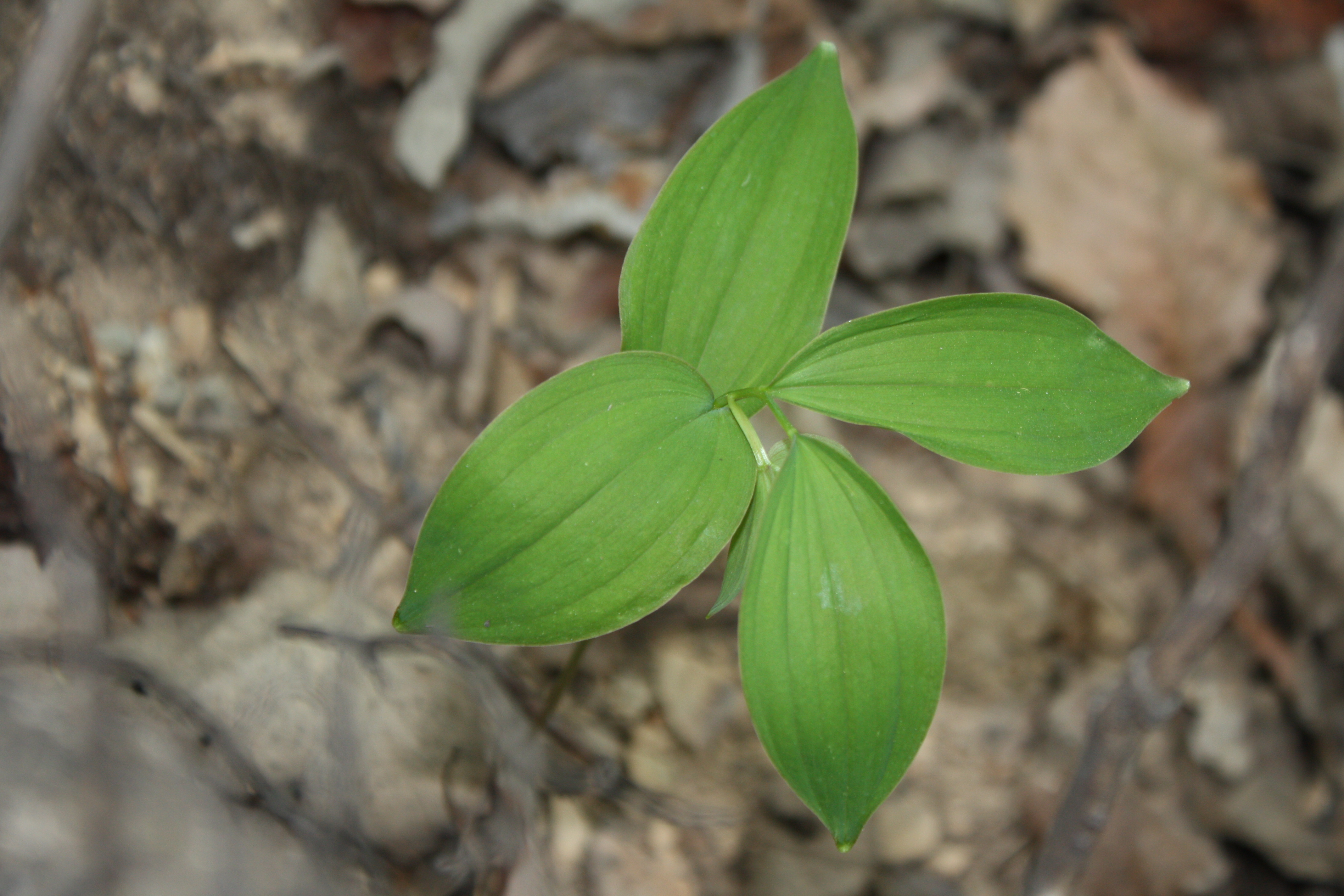
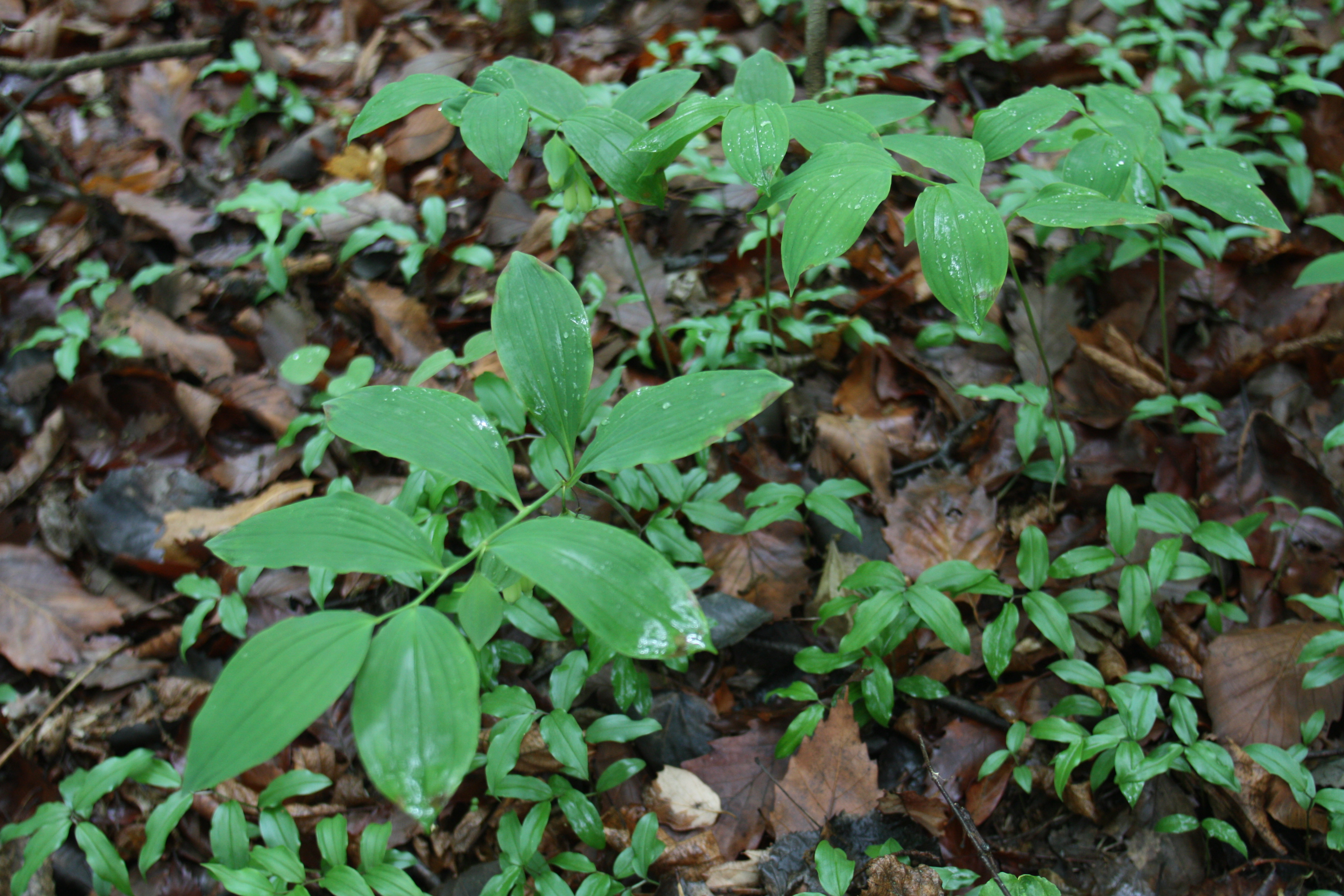
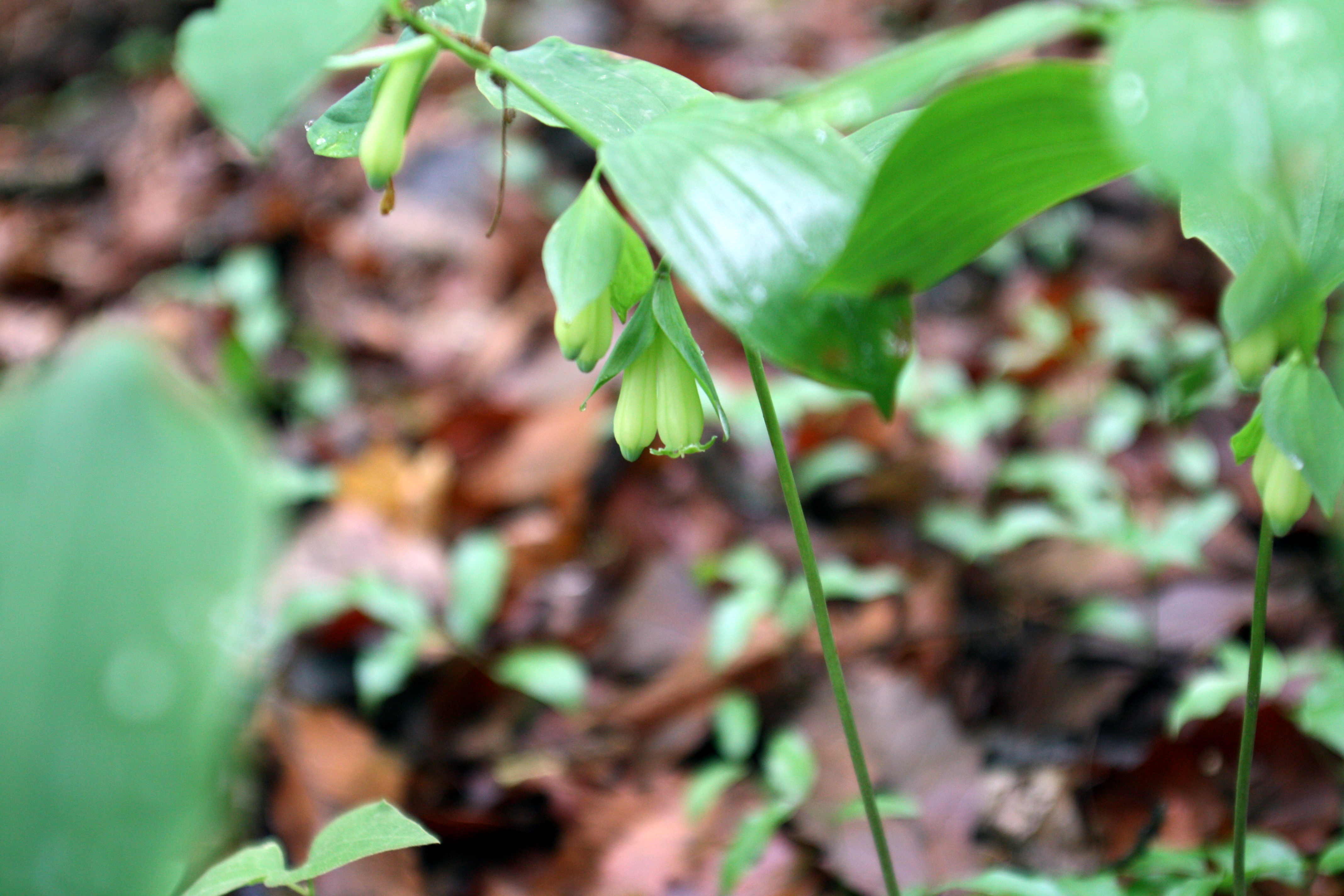
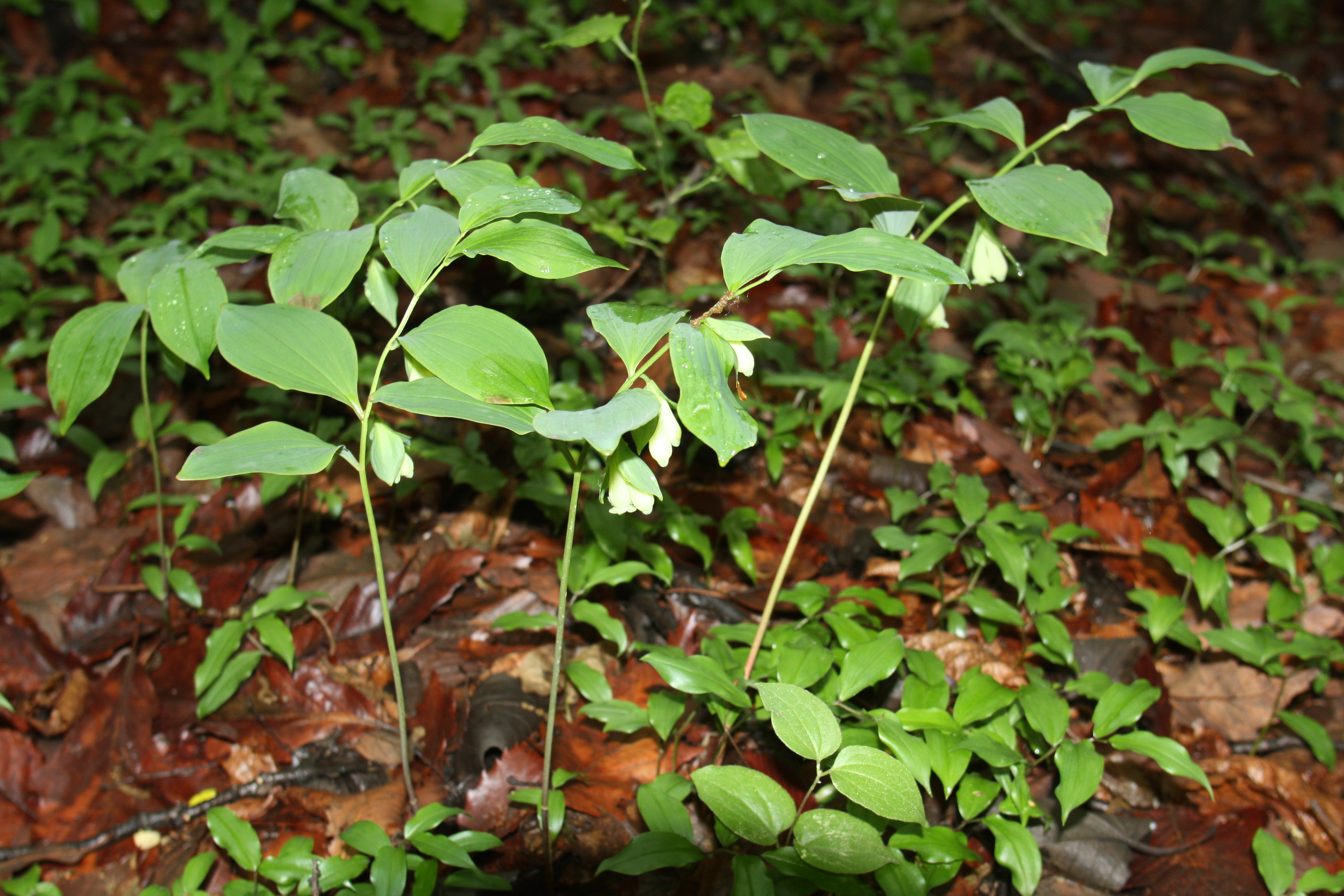